# Nehoda u Podolínce
K dopravní nehodě u slovenské obce Podolínec došlo 6. června 1974. Autobus, který vezl školní výlet dětí z kysucké vesnice Oščadnica, bokem zavadil o nákladní automobil s přívěsem jedoucí v protisměru. Ačkoliv nedošlo k přímému střetu, uvolněná bočnice přívěsu zabila 9 dětí (4 chlapce a 5 dívek).

## Okolnosti předcházející nehodě
Žáci 9. A a 9. B oščadnické základní školy dostali k dispozici autobus od dřevozpracovatelského družstva Drevina Krásno, do kterého docházeli na brigádu. Tím měli absolvovat školní poznávací výlet do Vysokých Tater. Ve stejný den se před polednem na cestu pro stavební materiál do Podolínce vydal nákladním vozidlem Tatra 138 řidič Juraj B. Všichni ostatní řidiči kvůli špatnému stavu připojeného přívěsu jízdu odmítli.

## Průběh a následky nehody
K setkání autobusu a nákladního automobilu došlo na Ružbašském kopci. Autobus do kopce stoupal, zatímco nákladní auto ho sjíždělo. Na vlhké vozovce dostala Tatra smyk a nebezpečně se přiblížila protijedoucímu autobusu. Nebrzděný přívěs se začal třást a tím došlo k uvolnění levé bočnice. Ta při míjení autobusu pronikla do jeho boku a roztrhla ho podélně od prvního sedadla za řidičem až po poslední místa vzadu. Došlo k poranění řidiče autobusu (jediný z levé strany autobusu, kdo nehodu přežil), úmrtí 7 dětí přímo na místě, jednoho při převozu do nemocnice a jednoho v nemocnici. Smrtelná zranění byla způsobena vniknutím bočnice v úrovni hlav dětí.

## Soudní proces
Řidič Juraj B. od začátku odmítal jakýkoliv podíl na nehodě. Opakovaně označil za pravého viníka nehody dispečera, který jízdu nařídil, ačkoliv dobře věděl o špatném technickém stavu přívěsu. Soud ovlivněný dobou Juraje B. odsoudil na 9 let nepodmíněně. Je nutné zdůraznit, že odmítnutí podobného příkazu bylo tehdy téměř nemožné. Řidič tíhu události neunesl a po nastoupení k výkonu trestu spáchal sebevraždu. Sám byl otcem 4 dětí.